# Caillette (organe)
Pour l’article homonyme, voir caillette.

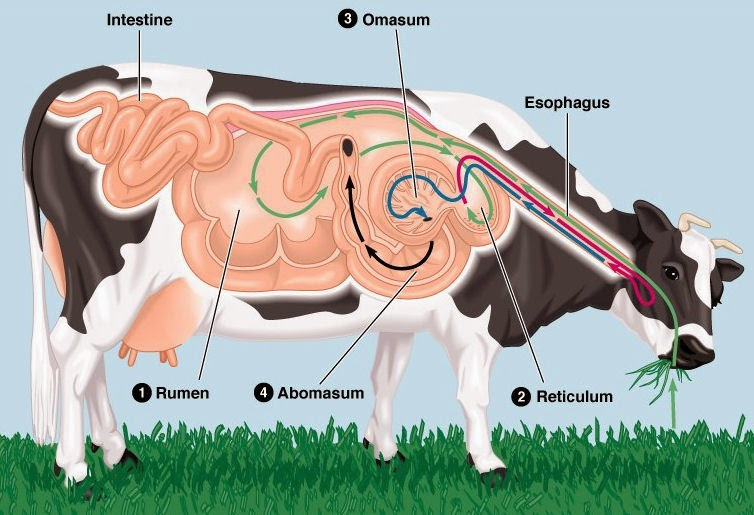
Schéma illustrant la rumination chez la vache.

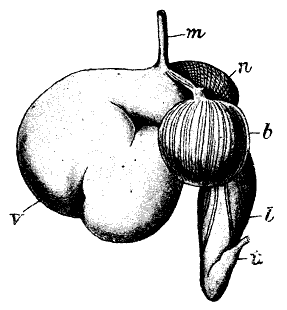
Système digestif d'un ruminant (vache).
m. Œsophage. v. Rumen ou panse. n. Réticulum ou réseau. b. Omasum ou feuillet. l. Abomasum ou caillette. t. Début des intestins.

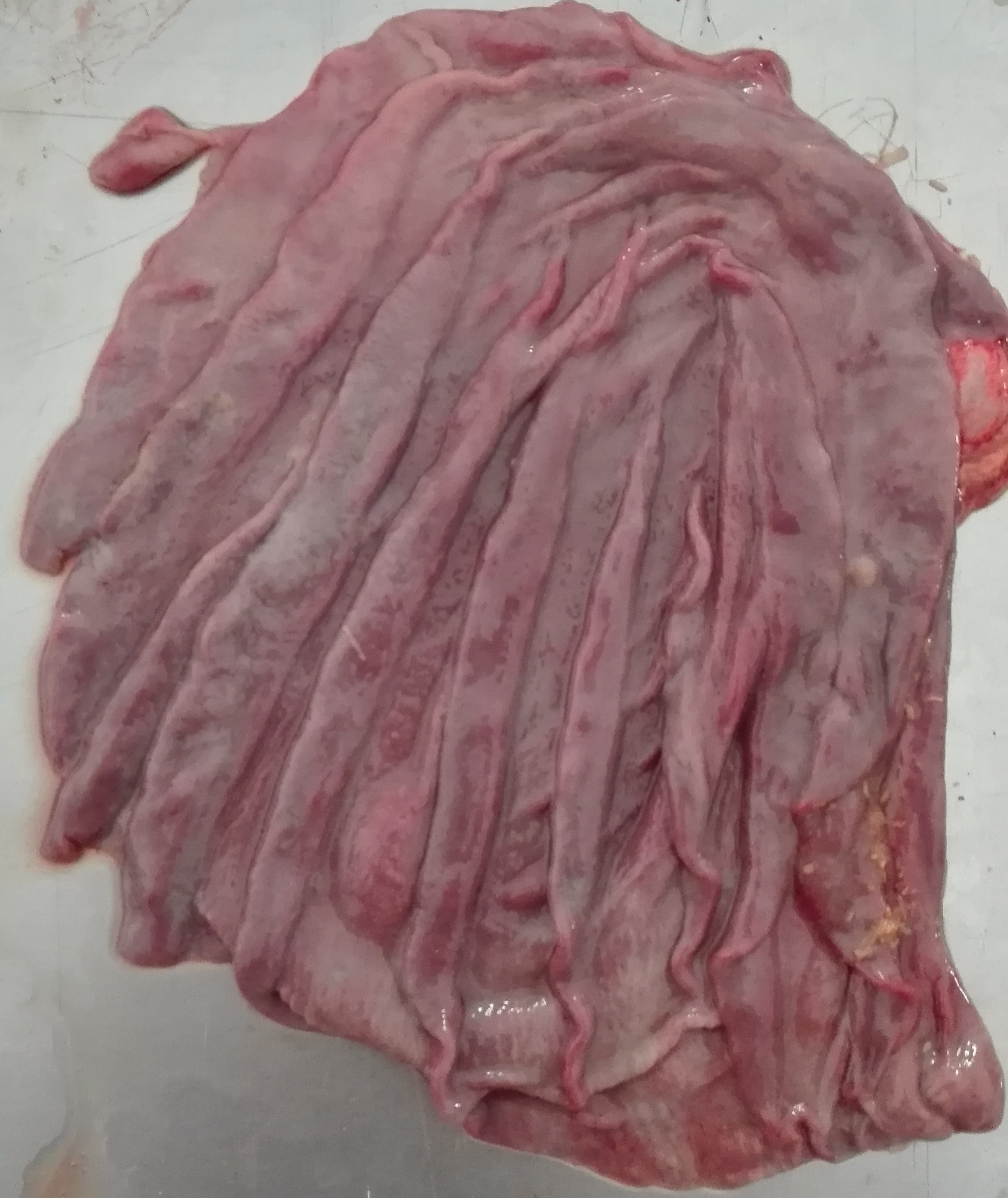
Paroi interne de la caillette d'un impala.

La caillette, aussi appelée abomasum, est le véritable estomac des ruminants. Les autres compartiments sont dits pré-estomacs (panse, réseau et feuillet) car ils assurent une digestion microbienne, la digestion enzymatique étant réalisée dans cet estomac.
Il sécrète un acide fort et de nombreuses enzymes digestives et digère les composés de particules alimentaires résiduelles, certains sous-produits de la fermentation bactérienne, et d'une masse microbienne (bactéries, protozoaires) qui a crû et s'est multipliée dans les pré-estomacs.
La caillette est l'organe digestif le plus développé chez le ruminant nouveau-né. On la nomme ainsi car l'alimentation du nouveau-né est essentiellement composée de lait, et sa dégradation donne donc du lait caillé.
Lorsque l'alimentation du veau (ou autre petit ruminant) s'appauvrit en lait, la caillette devient proportionnellement moins développée au profit des pré-estomacs du ruminant.

## Utilisations
C'est à partir de la caillette qu'est produite la présure, un « auxiliaire technologique » servant à la fabrication du fromage, principalement composé de deux enzymes coagulantes (chymosine et pepsine) ; capables de solidifier une partie des composants du lait et donc classée parmi les « préparations enzymatiques ».
L'extraction de la présure se fait par macération lente de la caillette. « Présure » est la dénomination technique et commerciale en France réservée depuis 1969 à l'extrait liquide ou pâteux ou pulvérisé ou comprimé après déshydratation provenant de la macération des caillettes de jeunes bovidés tenus au régime lacté.
Avec l'âge, le jeune bovin produit de moins en moins de chymosine, au profit de la pepsine, or c'est la chymosine qui est recherchée. Les caillettes doivent donc provenir d'animaux très jeunes et bénéficiant d'une alimentation lactée (habituellement de moins de 160 kg et de moins de 6 mois au moment de l'abattage). La caillette ne doit pas être lavée ; l'animal doit donc être indemne de maladie contagieuse telle que répertoriées par l'OIE (maladie à prions y compris) et en France il doit avoir subi une inspection vétérinaire anté et post-mortem.
L'abatteur doit prendre garde à éliminer proprement la section du début de l'intestin et respecter les mesures limitant les risques de transmission de l'ESB.
Le contenu de la caillette est vidé par « simple pression à la main ». Les caillettes sont ensuite rangées (dans des contenants aptes au contact alimentaire), étiquetées et congelées (−25 °C) dans les 3 h suivant l'abattage. Elles sont ensuite vendues à un collecteur qui les transportera à −20 °C avant de les utiliser. Le mode d'élevage influence beaucoup la qualité de la caillette (meilleure quand le veau n'a accès qu'à une alimentation lactée et qu'il ne consomme pas de litière). En Australie et Nouvelle-Zélande les caillettes proviennent de veaux abattus très jeunes (âge de 8  à   10 jours), elles sont petites mais plus riche en chymosine et contiennent une flore bactérienne de qualité, propice aux fromages recuits.
Une hypothèse est que la qualité de la caillette est inversement proportionnelle à la teneur en fer de l'eau donnée aux veaux.

## Spécialités culinaires

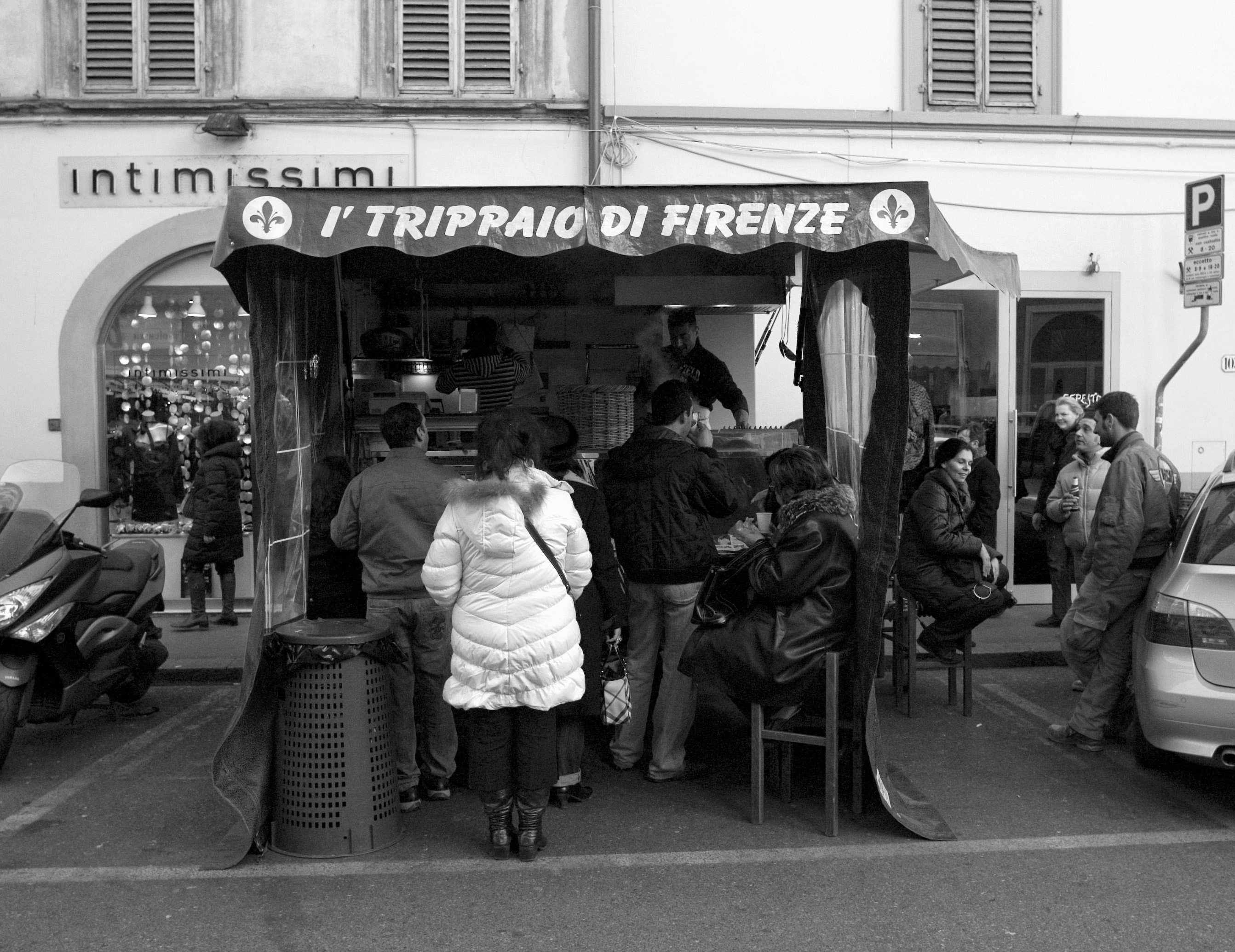
Tripier ambulant vendant du lampredotto.

En Italie, elle est le principal ingrédient d'une préparation culinaire typiquement florentine nommée lampredotto où la caillette est cuite dans une sauce à base de tomates, oignons, céleri. Aujourd'hui, elle s'achète principalement dans la rue auprès de vendeurs ambulants, dits lampredottai, et se consomme en sandwich dans un panino (rond).